# تمشي (ستي فاطمة)
تمشي هي إحدى مشيخات المملكة المغربية، تتبع جغرافيا لإقليم الحوز وإداريًا لستي فاطمة. يقدر عدد سكانها بـ 4926 نسمة حسب الإحصاء الرسمي للسكان والسكنى لسنة 2004.